# 弱解
数学の分野における、ある常微分方程式あるいは偏微分方程式の弱解（じゃくかい、英: weak solution、一般解とも呼ばれる）とは、その微分は存在しないかもしれないが、ある正確に定義できる意味において方程式を満たすと見なされるような関数のことを言う。方程式の異なるクラスに対して、それぞれ異なる弱解の定義が多く存在する。最も重要な定義の一つは、シュワルツ超函数の概念に基づくものである。
超函数の用語を避けて、微分方程式からはじめて、それを解の微分が現れない形で書き直す（その新しい形式は弱形式と呼ばれ、その解が弱解と呼ばれる）。少し驚くことに、微分方程式は微分可能でない解を持つこともあり得る。そのような解を見つけるために、弱形式は用いられる。
実世界の現象をモデル化するために用いられる多くの微分方程式において、十分に滑らかな解が得られる訳ではなく、そのような方程式を解くために弱形式が用いられる。この意味において、弱解は重要なのである。またたとえ方程式に微分可能な解が存在している場合でも、はじめに弱解の存在を示し、その後にその解が実際に十分滑らかであることを示す、という方法がしばしば有用となる。

## 具体例
弱解の概念を確かめる例として、一階の波動方程式
{\displaystyle {\frac {\partial u}{\partial t}}+{\frac {\partial u}{\partial x}}=0\quad \quad (1)}
を考える（記号については偏微分を参照）。ここで u = u(t, x) は二つの実変数の関数である。
u はユークリッド空間 R2 で連続的微分可能であるとする。このとき、コンパクトな台を持つ滑らかな関数 {\displaystyle \varphi } を方程式 (1) に掛け、積分をすることによって、次の式が得られる：
{\displaystyle \int _{-\infty }^{\infty }\int _{-\infty }^{\infty }{\frac {\partial u(t,x)}{\partial t}}\varphi (t,x)\,\mathrm {d} t\mathrm {d} x+\int _{-\infty }^{\infty }\int _{-\infty }^{\infty }{\frac {\partial u(t,x)}{\partial x}}\varphi (t,x)\,\mathrm {d} t\mathrm {d} x=0.}
積分の順序交換のためのフビニの定理と、部分積分（第一式では t について、第二式では x について）を行うことによって、次の方程式が得られる：
{\displaystyle -\int _{-\infty }^{\infty }\int _{-\infty }^{\infty }u(t,x){\frac {\partial \varphi (t,x)}{\partial t}}\,\mathrm {d} t\mathrm {d} x-\int _{-\infty }^{\infty }\int _{-\infty }^{\infty }u(t,x){\frac {\partial \varphi (t,x)}{\partial x}}\,\mathrm {d} t\mathrm {d} x=0.\quad \quad (2)}
（ここで {\displaystyle \varphi } がコンパクトな台を持つために、積分は −∞ から ∞ まで行われているが本質的に有限な区間で留められており、また、有界な項を導入すること無しに部分積分が可能となっていることに注意されたい。）
u が連続的微分可能である限り、方程式 (1) と方程式 (2) は同値であることは示されている。弱解の概念のカギとなるのは、任意の {\displaystyle \varphi } に対して方程式 (2) を満たす関数 u で、微分可能ではなくしたがって方程式 (1) を満たさないようなものが存在する。という事実である。そのような関数の簡単な例は、すべての t および x に対して定義される u(t, x) = |t − x| である（この方法で定義される u が方程式 (2) を満たすことは簡単に確かめられる。直線 x = t の上部と下部の領域に分けて積分をし、部分積分を用いれば良い）。方程式 (2) の解 u は、方程式 (1) の弱解と呼ばれる。

## 一般的な場合
前節の例から従う一般的なアイデアは次のようなものである：ある微分方程式を u について解く時、その方程式に現れる u の導関数がどのようなものであっても、部分積分によって u が「移される」ようないわゆるテスト函数 {\displaystyle \varphi } を用いることで、その方程式を書き換えることが出来る。この方法によって、元の方程式の必ずしも微分可能でなくてもよい解を得ることが出来る。
上述の手法は、波動方程式よりもさらに一般的な方程式に対しても適用することが出来る。実際、Rn 内のある開集合 W における線型微分作用素
{\displaystyle P(x,\partial )u(x)=\sum a_{\alpha _{1},\alpha _{2},\dots ,\alpha _{n}}(x)\partial ^{\alpha _{1}}\partial ^{\alpha _{2}}\cdots \partial ^{\alpha _{n}}u(x)}
を考える。ここで多重指数 (α1, α2, ..., αn) は Nn 内のある有限集合について変動するものとし、係数 {\displaystyle a_{\alpha _{1},\alpha _{2},\dots ,\alpha _{n}}} は十分滑らかな x の函数とする。
微分方程式 P(x, ∂)u(x) = 0 は、W 内に台を持つあるテスト函数 {\displaystyle \varphi } を掛けたのち、部分積分を行うことにより、次のように書き換えることが出来る：
{\displaystyle \int _{W}u(x)Q(x,\partial )\varphi (x)\,\mathrm {d} x=0}
ここで微分作用素 Q(x, ∂) は、式
{\displaystyle Q(x,\partial )\varphi (x)=\sum (-1)^{|\alpha |}\partial ^{\alpha _{1}}\partial ^{\alpha _{2}}\cdots \partial ^{\alpha _{n}}\left[a_{\alpha _{1},\alpha _{2},\dots ,\alpha _{n}}(x)\varphi (x)\right]}
で与えられるものとする。数
{\displaystyle (-1)^{|\alpha |}=(-1)^{\alpha _{1}+\alpha _{2}+\cdots +\alpha _{n}}}
が生じる理由は、微分方程式の各項における全ての偏導関数を u から {\displaystyle \varphi } へ移すために α1 + α2 + ... + αn 回の部分積分が必要であることと、それら各部分積分一回ごとに −1 を掛ける必要があるからである。
微分作用素 Q(x, ∂) は、P(x, ∂) の形式的随伴（formal adjoint）である（随伴の概念については随伴作用素を参照）。
まとめると、元の（強）問題が、開集合 W 上の |α| 回微分可能な函数 u で
{\displaystyle P(x,\partial )u(x)=0{\mbox{ for all }}x\in W}
を満たすもの（いわゆる強解）を見つける、という問題であるとき、ある可積分函数 u が弱解であるとは、W にコンパクトな台を持つ全ての滑らかな函数 {\displaystyle \varphi } に対して、
{\displaystyle \int _{W}u(x)Q(x,\partial )\varphi (x)\,\mathrm {d} x=0}
成り立つことを言う。

## 他の種類の弱解
超函数に基づく弱解の概念は、しばしば不十分なものとなる。双曲型システムの場合、超函数に基づく弱解の概念では一意性が保証されず、したがってそれを保証するためにエントロピー条件や他の選択基準が必要となる。ハミルトン＝ヤコビ方程式のような完全に非線型の偏微分方程式においては、粘性解と呼ばれる全く異なった弱解の定義が存在する。